# Visby
Visby est la seule ville située sur l'île  suédoise de Gotland, au milieu de la mer Baltique, à 90 km des côtes suédoises. Avec 24 951 habitants, elle constitue plus du tiers de la population totale de l'île (61 173). C'est le chef-lieu de l'entité région Gotland, issu de la fusion de l'administration du comté de Gotland et de son unique commune.
Fondée au Xe siècle, elle fut une plaque tournante du commerce de la Baltique et devint rapidement une importante ville hanséatique. Du fait de sa richesse, la ville et l'île tout entière furent l'objet des convoitises de plusieurs pays (ou organisations), changeant souvent de nationalité au cours de son histoire. Elle fut partiellement détruite en 1525, laissant de nombreuses ruines toujours présentes. De nos jours, Visby est surtout connue pour son mur de pierre, pratiquement intact, de 3,4 kilomètres de long qui entoure la vieille ville, et la vieille-ville elle-même, tous les deux classés patrimoine mondial de l'UNESCO. Ce patrimoine, ainsi que les attraits naturels de l'île ont permis un développement important du tourisme, qui est maintenant une des principales industries de la ville. La ville est parfois affectueusement appelée « ville des roses et des ruines ».

## Géographie

### Localisation
La ville de Visby est située sur la côte ouest de l'île de Gotland, la plus proche de la Suède dont les côtes se trouvent à 90 km, tandis que celles des pays baltes sont à 130 km.
Une petite source est située dans la ville elle-même, ce qui fut important dans cette île dépourvue de véritables rivières. Le relief de Visby augmente à mesure que l'on s'éloigne du centre, et atteint environ 40 m dans la partie est. Au nord et au sud, la côte est principalement constituée de falaises.

### Climat
La ville possède un climat océanique, appartenant au groupe Dfb selon la classification de Köppen. L'île possède le plus important ensoleillement de la Suède.
| Mois                     | jan. | fév. | mars | avril | mai  | juin | jui. | août | sep. | oct. | nov. | déc. | année |
| ------------------------ | ---- | ---- | ---- | ----- | ---- | ---- | ---- | ---- | ---- | ---- | ---- | ---- | ----- |
| Température moyenne (°C) | −0,5 | −1,2 | 0,7  | 4,1   | 9,5  | 14   | 16,4 | 16   | 12,5 | 8,6  | 4,3  | 1,2  | 7,1   |
| Précipitations (mm)      | 48   | 27,8 | 32,4 | 29,3  | 28,5 | 30,5 | 49,3 | 49,6 | 59,3 | 50,3 | 57,2 | 50,9 | 513   |

## Toponymie
Le nom Visby dérive du mot vi qui désigne un lieu où des offrandes sont faites aux dieux, et du mot by, qui désigne une ville (contrairement à l'actuel mot suédois by qui veut dire village). Dans la Gutasaga, la ville est simplement désignée par vi.

## Histoire

### Fondation et premier développements
La ville a été probablement fondée en 897, à l'Âge des Vikings. Dès la fin du XIe siècle, grâce à sa position au milieu de la mer Baltique, la ville acquiert un rôle central dans le commerce entre l'Europe occidentale (Schleswig, Frise, Angleterre) et la Russie. La ville augmente alors assez vite en population avec en particulier une importante immigration allemande. La prospérité de la ville attire des personnes mal intentionnées, et il est décidé de créer une forteresse pour protéger le port, dont reste encore le Kruttornet datant de 1166.

### L'époque hanséatique

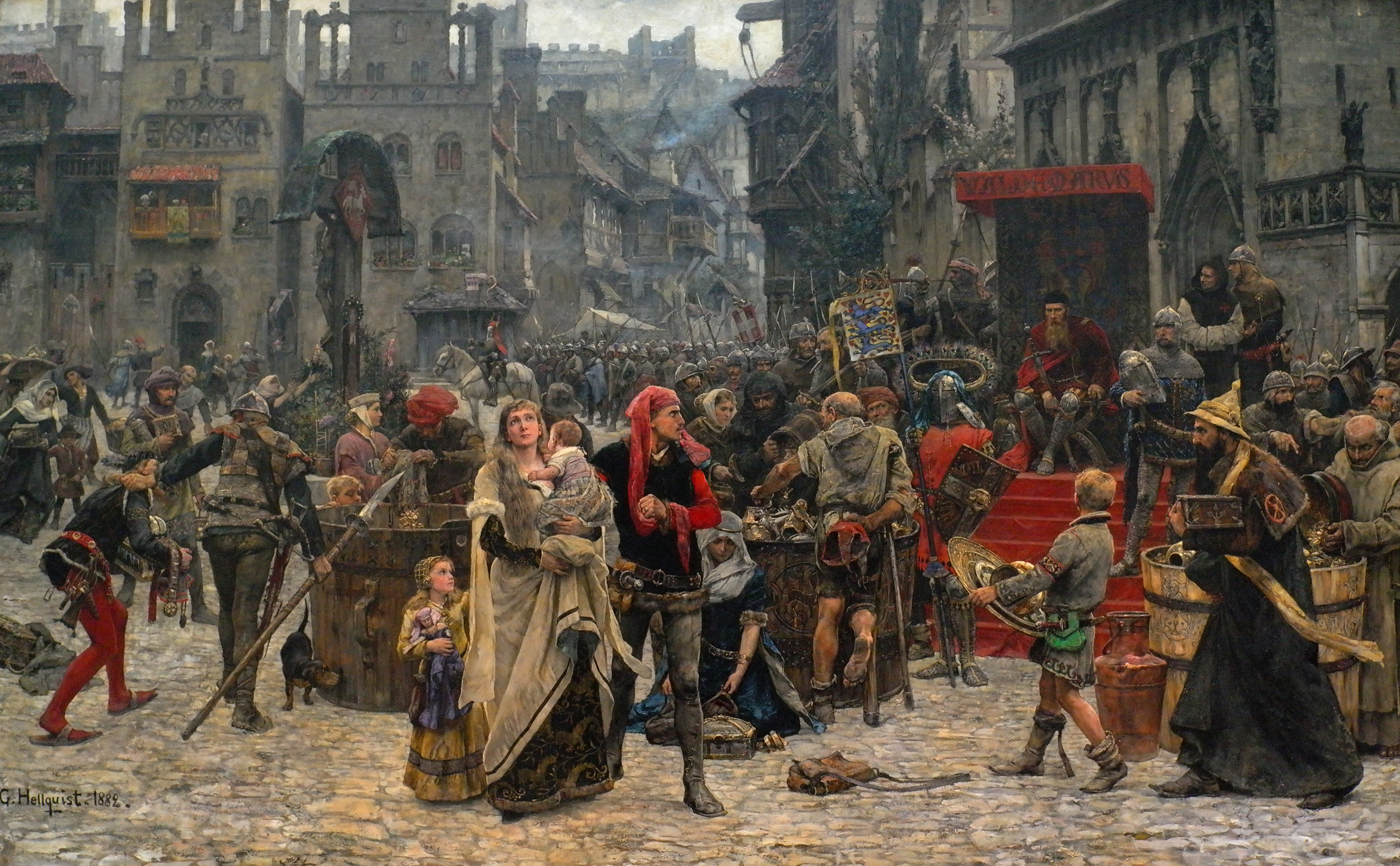
Valdemar Atterdag rançonne Visby, 1361 (tableau de Carl Gustaf Hellqvist, 1882).

En 1161, la ville établit une entente commerciale avec Lübeck, devenant ainsi l'une des premières villes de la Hanse, et son principal centre dans la Baltique. Ceci augmenta l'influence de la ville dans le commerce de la région. Russes et Danois vinrent alors s'installer dans la ville, aux côtés des Allemands et des Suédois. De nombreux bâtiments furent construits dans la ville à cette époque, dont en particulier de nombreuses églises, la moitié étant allemandes, l'autre moitié gotlandaises.
Le commerce de Visby s'était jusque-là toujours fait en union avec le reste de l'île, mais Visby décida de rompre cette union pour s'allier plus fortement avec la Hanse. Ceci entraîna un conflit en 1288 entre la ville, soutenue par la Hanse, et le reste de l'île. Le mur de la ville fut alors continué jusqu'à séparer complètement la ville du reste de l'île. Il fut achevé au début du XIVe siècle.
C'est au cours du XIIIe siècle que les ordonnances de Visby fixent, avec les Rôles d'Oléron, les premières bases du droit maritime.

### La conquête danoise
Le 22 juillet 1361, Valdemar IV de Danemark accosta l'île de Gotland avec 2 500 soldats dans l'intention de prendre l'île. Dans un premier temps, il ne rencontra que peu de résistance parmi les agriculteurs de l'île, mais le 27 juillet, une grande bataille eut lieu, aux pieds du mur de fortification, entre les troupes danoises et les agriculteurs gotlandais. Dans cette bataille moururent 1 800 Gotlandais, contre seulement 100 dans le camp danois, tandis que les habitants de Visby restèrent barricadés derrière leur mur, sans intervenir. La ville se rendit alors sans livrer bataille. Cet évènement est maintenant célébré tous les ans lors de la semaine médiévale. Cette bataille est intéressante pour les historiens car les corps furent enterrés non dépouillés pour la plupart, et ont donc fourni des informations sur l'armement de l'époque.

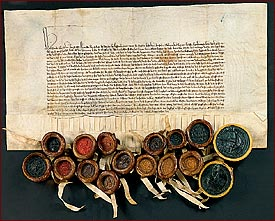
Le traité entre l'ordre teutonique et le Danemark.

Cette attaque créa une série de conflits entre la Hanse et le Danemark, qui tourna finalement à l'avantage de la Hanse. Toutefois la bataille d'Helsingborg en 1362 se solda par un échec de la Hanse qui reconnut donc la possession de Gotland par le Danemark. En 1398, Gotland fut prise par l'Ordre Teutonique, mais rachetée 10 ans après par le Danemark.

### La période danoise
La construction du château de Visborg, commencée sous l'ordre teutonique, fut poursuivie par Éric de Poméranie. En 1448, Charles VIII de Suède, élu la même année roi de Suède, décida de conquérir l'île de Gotland. Il s'attaqua alors à Visby et son château, qui résista quelque temps, mais finit par être pris. Cependant, le roi Christian Ier de Danemark, élu la même année, s'attaqua aussi à la ville, et parvint à défaire les forces suédoises, Visby redevenant ainsi danoise.
En 1524, Gustave Ier Vasa parvint à prendre la ville, mais l'année suivante, Lübeck attaqua à son tour et détruisit fortement la ville, les hanséatiques ne laissant que des ruines derrière eux, sans pour autant réussir à prendre le château, qui fut pris à la place par les Danois. Ceci mit définitivement un terme à l'ère de grandeur de Visby.

### Intégration à la Suède

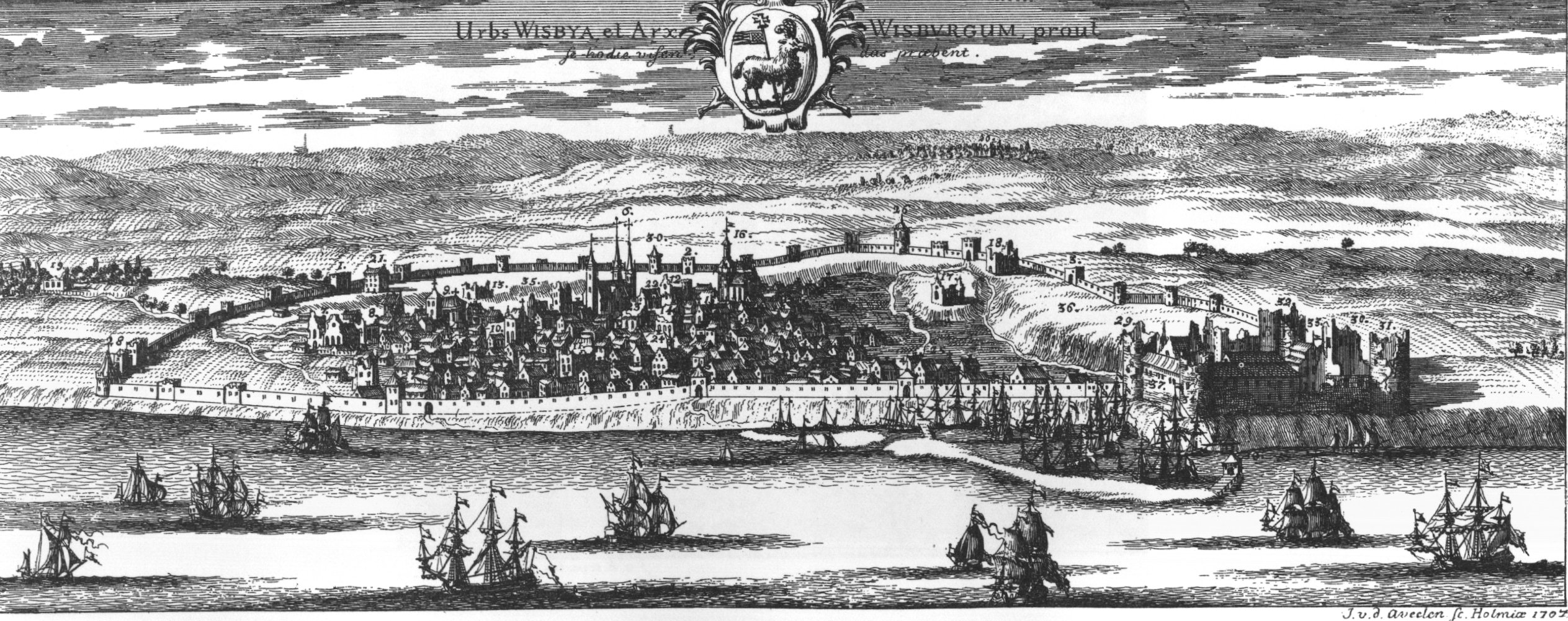
Visby autour du XVIIe siècle, dans Suecia antiqua et hodierna.

Le Gotland fut intégré à la Suède en 1645 après 300 ans d'occupation danoise, à la suite du traité de Brömsebro. Durant la guerre de Scanie, la ville tomba de nouveau dans les mains danoises en 1676, mais fut récupérée en 1679 après la paix de Lund. Cependant, quelques mois avant la fin du conflit, les Danois décidèrent de détruire la forteresse de Visborg.
Du fait de la pauvreté de l'île, les vieux bâtiments, incluant les ruines, ne furent jamais remplacés par des constructions plus modernes, ce qui permit à la ville de sauvegarder ce patrimoine. Ceci permit l'essor du tourisme au XXe siècle. La vieille ville hanséatique de Visby est inscrite sur la liste du patrimoine mondial de l'UNESCO en 1995, selon les critères (iv) et (v).
En 1968, alors qu'il est en vacances sur l'île de Gotland, Olof Palme interpelle des électeurs dans un parc de Visby, donnant naissance à un évènement politique annuel (sorte d'université d'été) très populaire en Suède, l'Almedalen. Depuis, tous les partis de l'échiquier politique, les syndicats et des entreprises s'y retrouvent pendant quelques jours en été, prenant successivement la parole devant le public, illustrant là le modèle de consensus démocratique suédois.

## Économie
Du fait de son climat ensoleillé, de sa nature particulière et de son patrimoine culturel exceptionnel, l'île de Gotland est une destination touristique très prisée. Chaque année, elle est visitée par 800 000 touristes (à comparer avec la population totale de 57 300 de l'île). L'industrie touristique est de ce fait l'un des principaux moteurs économiques de l'île, et en particulier de Visby, seule ville de l'île.
La ville est aussi le siège de Svenska Spel, l'entreprise nationale de loterie et de jeux d'argent.

## Population et société

### Démographie
On ne connaît pas exactement la population de la ville au Moyen Âge, mais selon les estimations, 6 000 personnes vivaient à cette époque. Au XVIe siècle, la population était moins importante, la ville ayant perdu sa position-clef dans le commerce. Depuis, la ville suit une croissance relativement régulière. En 2014, la population à l'intérieur de la ville médiévale est estimée à 3 000 habitants, alors que celle qui réside à l'extérieur des remparts est de 21 000 personnes.
| 1570  | 1610  | 1650  | 1690  | 1730  | 1770  | 1810  | 1850  | 1890  | 1930   | 1950   | 1960   | 1965   | 1970   | 1975   | 1980   | 1990   | 1995   | 2000   | 2005   | 2010   |
| ----- | ----- | ----- | ----- | ----- | ----- | ----- | ----- | ----- | ------ | ------ | ------ | ------ | ------ | ------ | ------ | ------ | ------ | ------ | ------ | ------ |
| 1 600 | 1 600 | 1 778 | 2 372 | 2 427 | 4 269 | 3 577 | 4 502 | 7 102 | 10 467 | 14 383 | 15 014 | 16 973 | 19 245 | 19 886 | 19 835 | 20 986 | 21 740 | 22 017 | 22 236 | 22 593 |

### Éducation et santé
La ville possédait déjà des écoles au Moyen Âge. De nos jours, la ville est le siège de campus Gotland, un campus de l'université d'Uppsala, et qui est le seul établissement d'enseignement supérieur de l'île. Il fut fondé en 1998 comme un collège universitaire avant de devenir une antenne de l'université d'Uppsala. Il possédait en 2011 6 473 étudiants et 212 employés.
Le seul hôpital de la région de Gotland se situe dans la ville. Il s'agit de Visby lasarett, construit en 1996.

## Transport

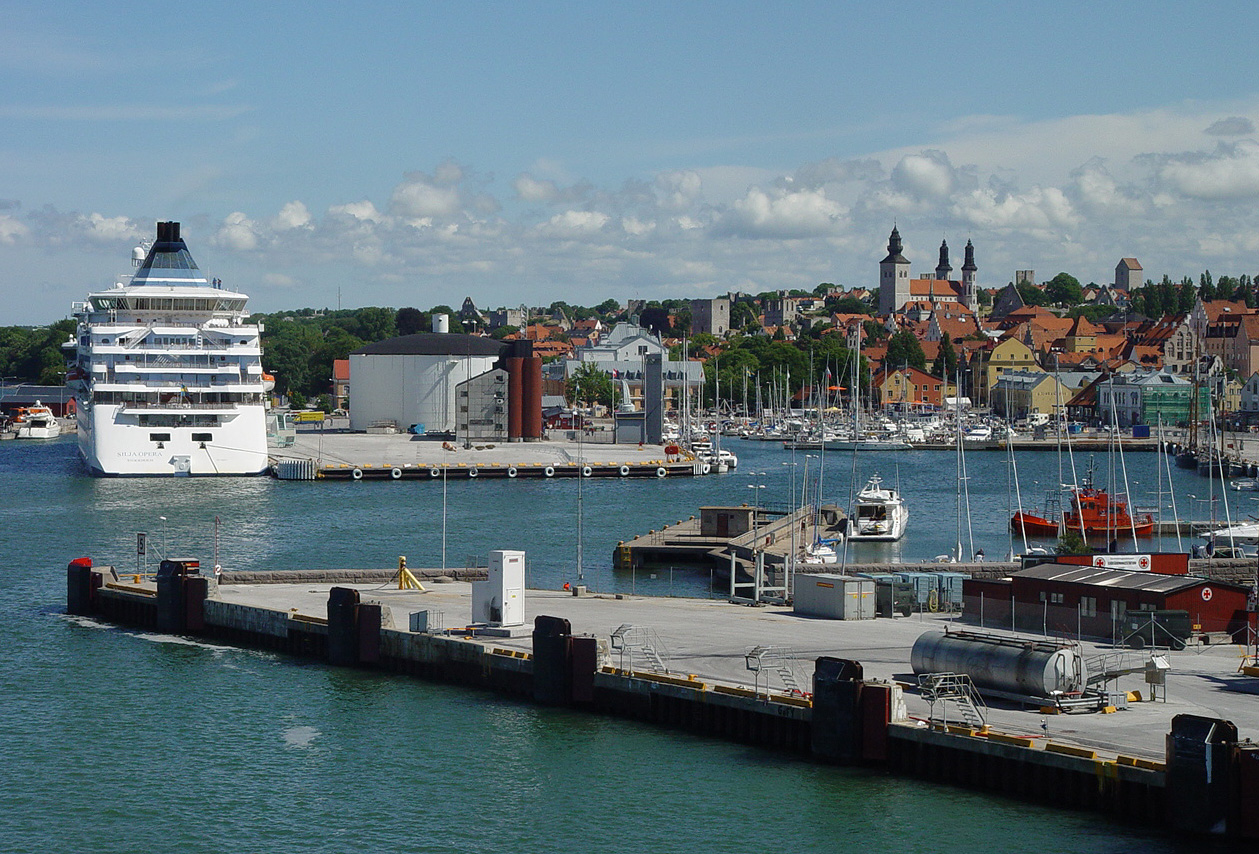
Le port de Visby

Visby est le principal point d'accès à l'île de Gotland, que cela soit par avion ou par bateau, et est ainsi le centre des transports de l'île.

### Transport routier

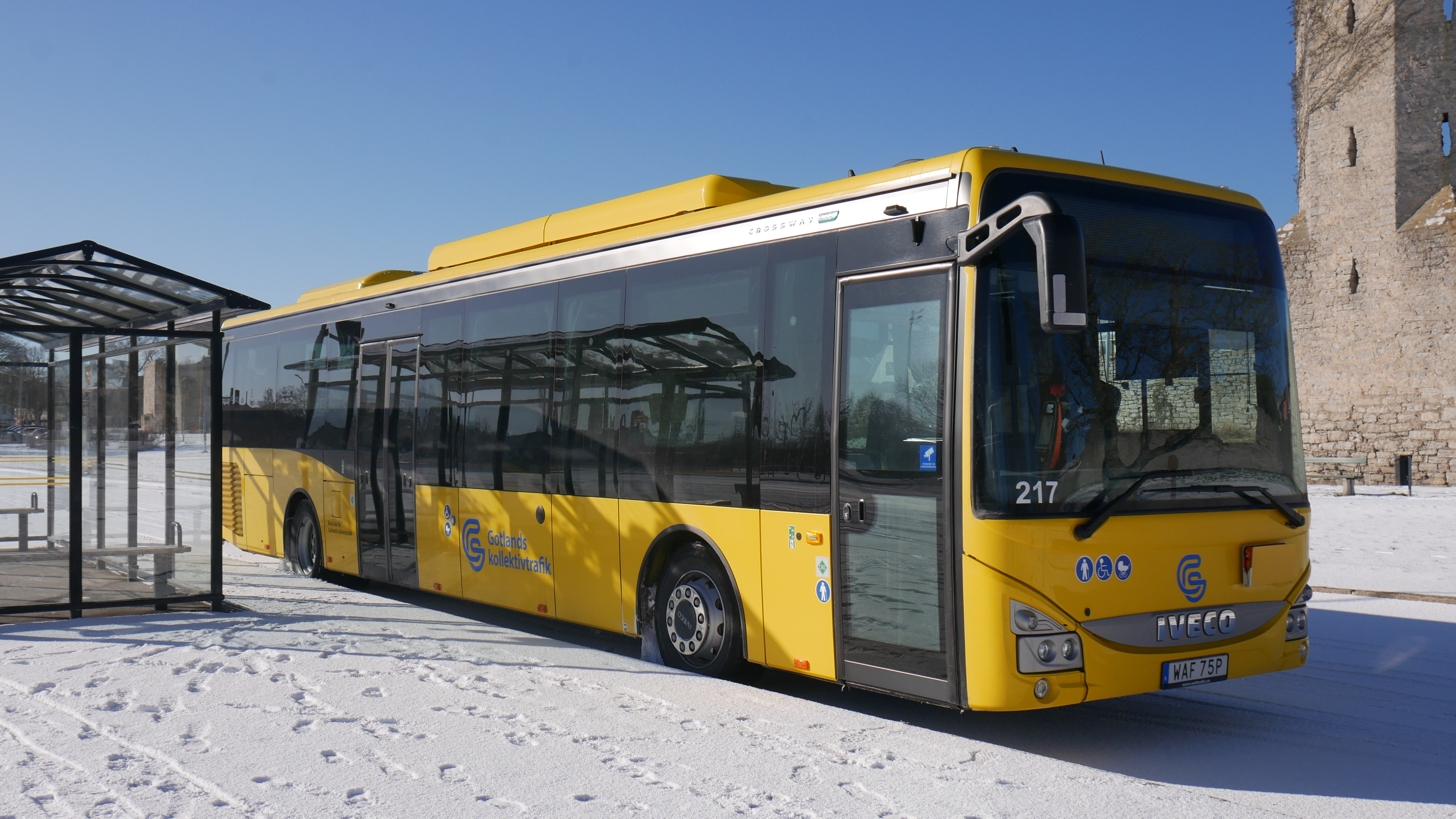
Un bus du réseau Gotlands kollektivtrafik en février 2025.

La ville est le point de départ des routes régionales 140, 142, 143, 147, 148 et 149, soit la quasi-totalité des neuf routes départementales de l'île. De même, la quasi-totalité des 16 lignes de bus régionales ont pour point de départ Visby. La ville elle-même est parcourue par 4 lignes de bus.

### Transport maritime
La ville est reliée au reste de la Suède par deux lignes de ferry, desservies par l'entreprise Destination Gotland  au départ de Nynäshamn ou de Oskarshamn. Le trajet met environ 3h pour les deux. Ces lignes totalisent ensemble 1,6 million de passagers en 2008, la principale étant Nynäshamn–Visby avec 1,2 million.

### Transport aérien
La ville, ainsi que toute l'île, est desservie par l'aéroport de Visby, situé à 3,5 km du centre-ville. Il a vu transiter 304 403 passagers en 2009, très majoritairement (291 229) pour des vols intérieurs.

## Culture et patrimoine

### Patrimoine architectural

#### Le mur de Visby
La plus ancienne partie du mur, Kruttornet, date de 1166. À cette époque, l'idée n'était pas de construire un mur, mais simplement une tour pour protéger le port. Le mur ne commença à être construit autour qu'entre 1250 et 1288, à cause du conflit entre Visby et le reste de l'île. Il possédait alors 29 tours et une longueur totale d'environ 3,5 km. De nos jours, seules 27 tours subsistent.

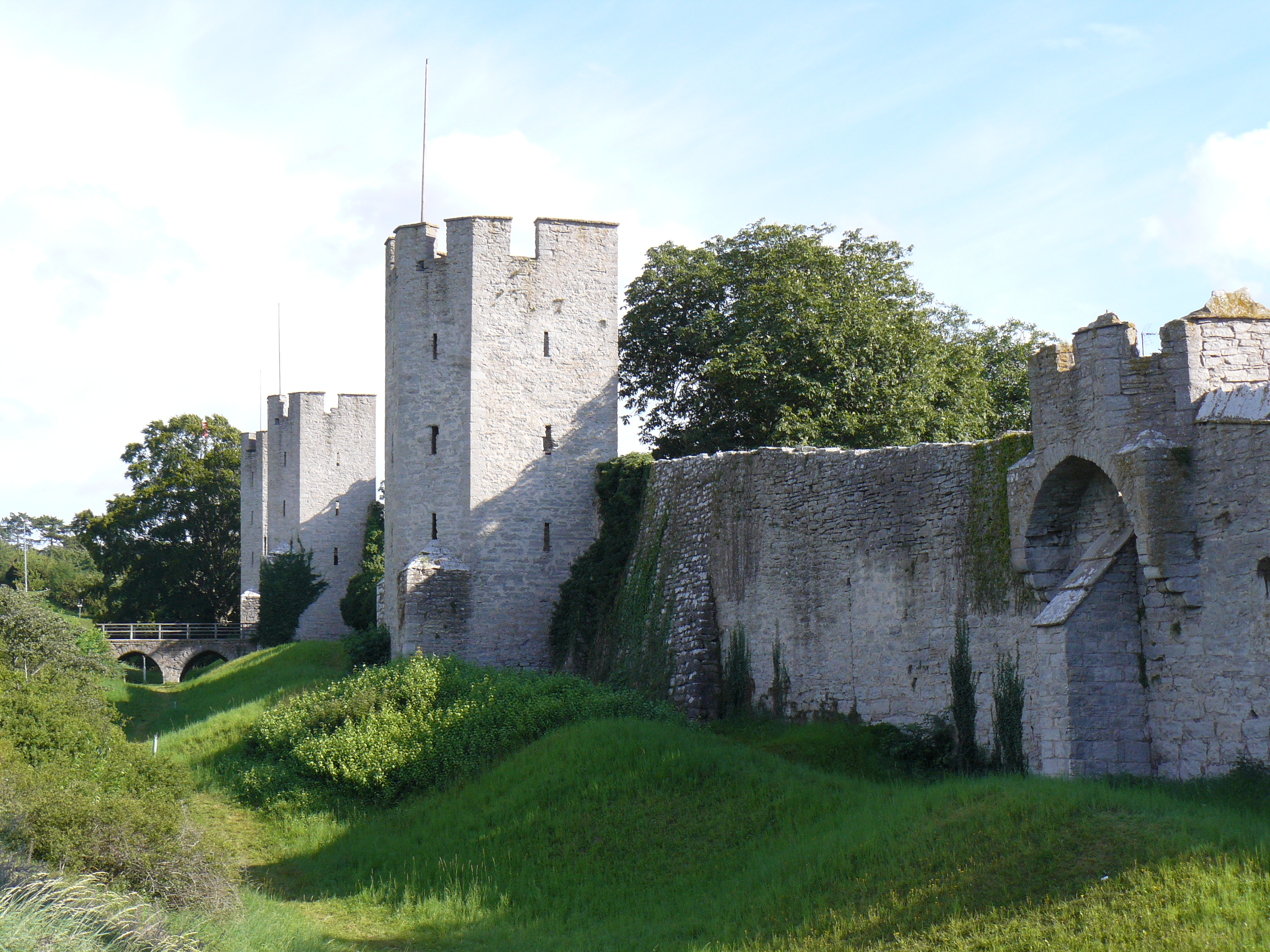
Le « Ringmuren »
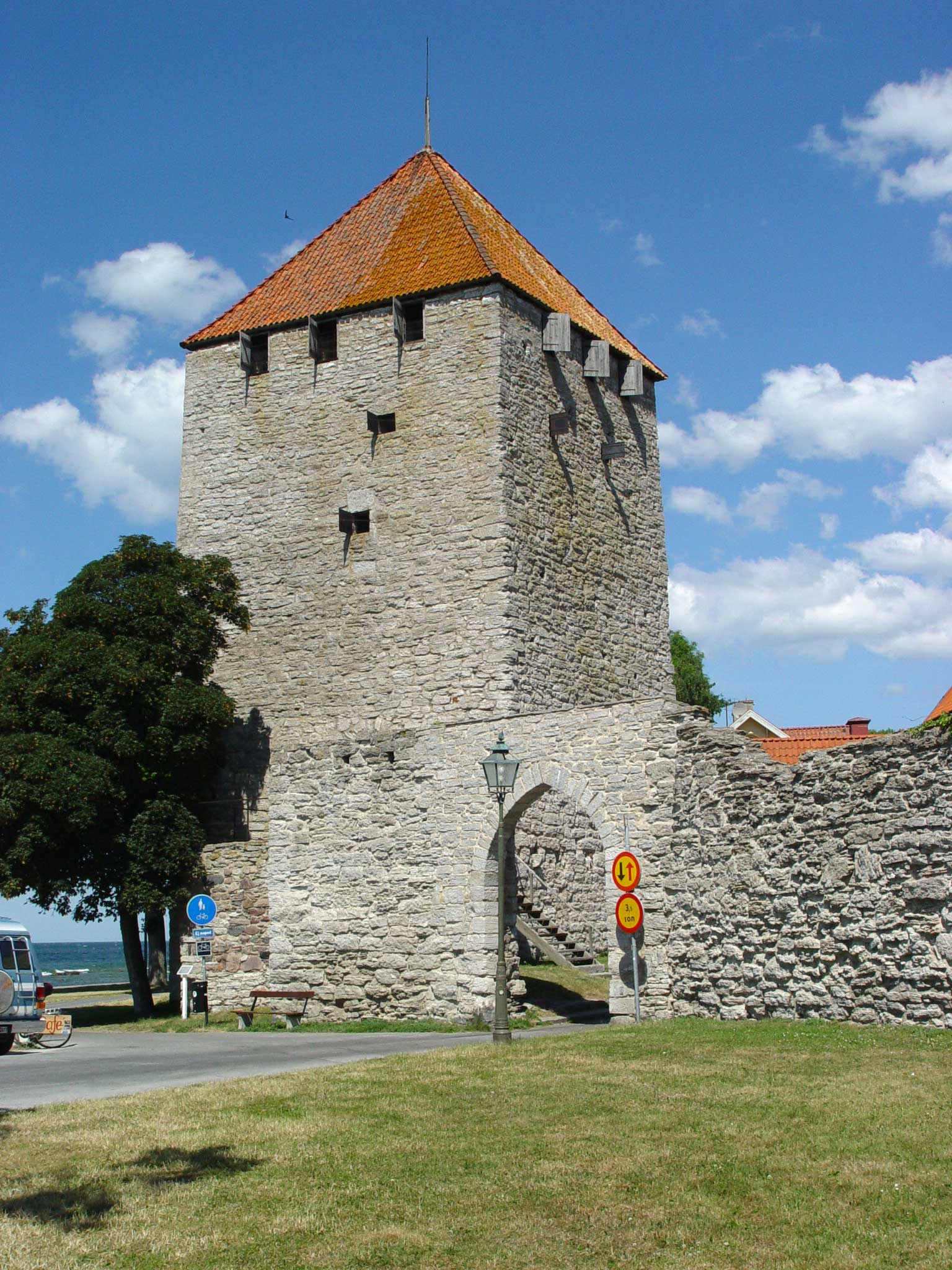
Kruttornet, la plus ancienne tour du mur

#### Les églises de Visby
Durant le Moyen Âge, il y avait 17 églises dans la ville. Beaucoup d'entre elles ont été détruites en 1525.
La cathédrale de Visby est la seule église médiévale encore debout. Elle a été construite en calcaire par les marchands allemands en 1225, et est devenue une cathédrale en 1572. Depuis sa construction, elle a subi de nombreuses modifications, en particulier plusieurs agrandissements au Moyen Âge, mais aussi en 1899-1901.

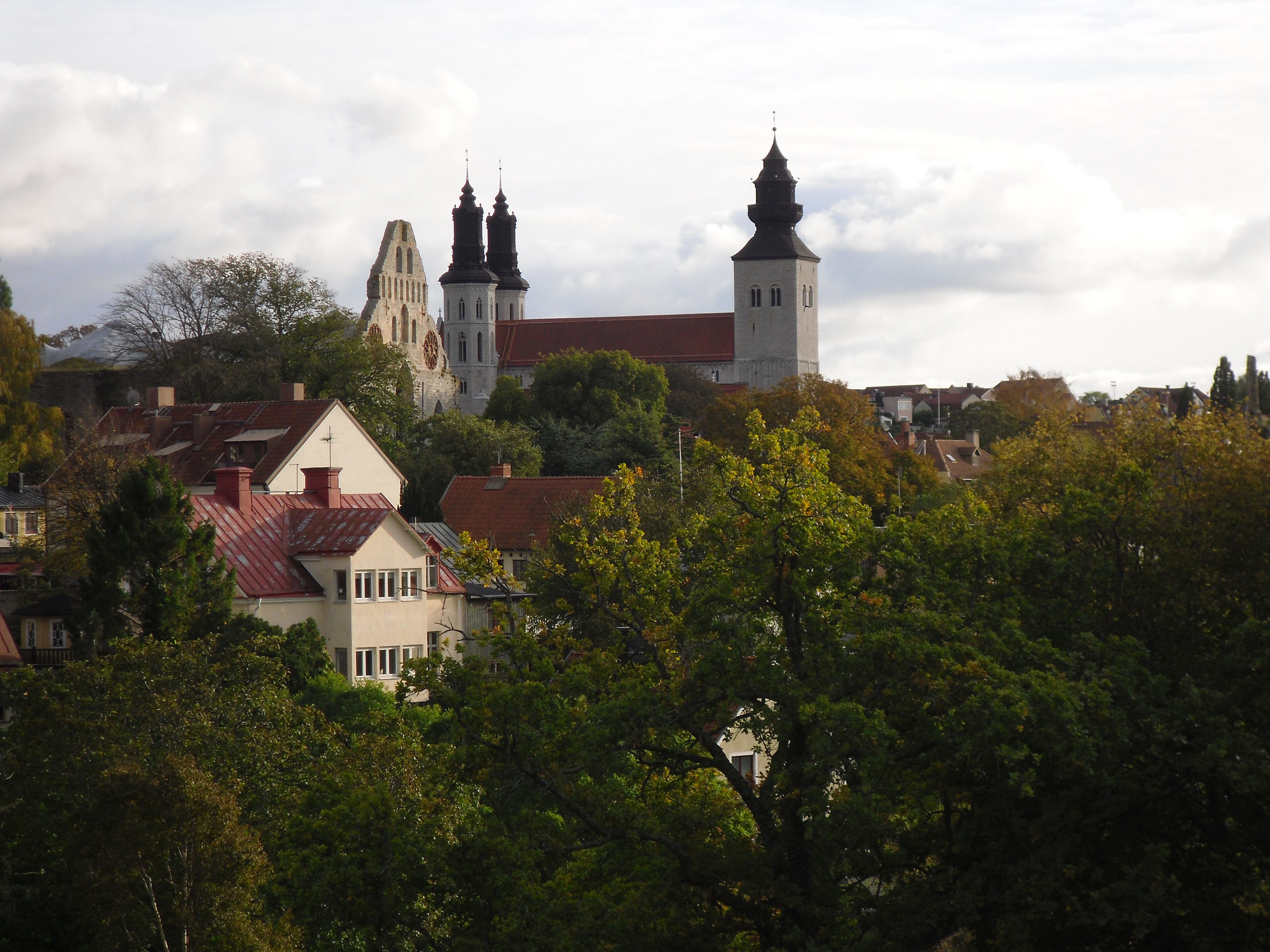
La cathédrale et les ruines de l'église saint Nicolai
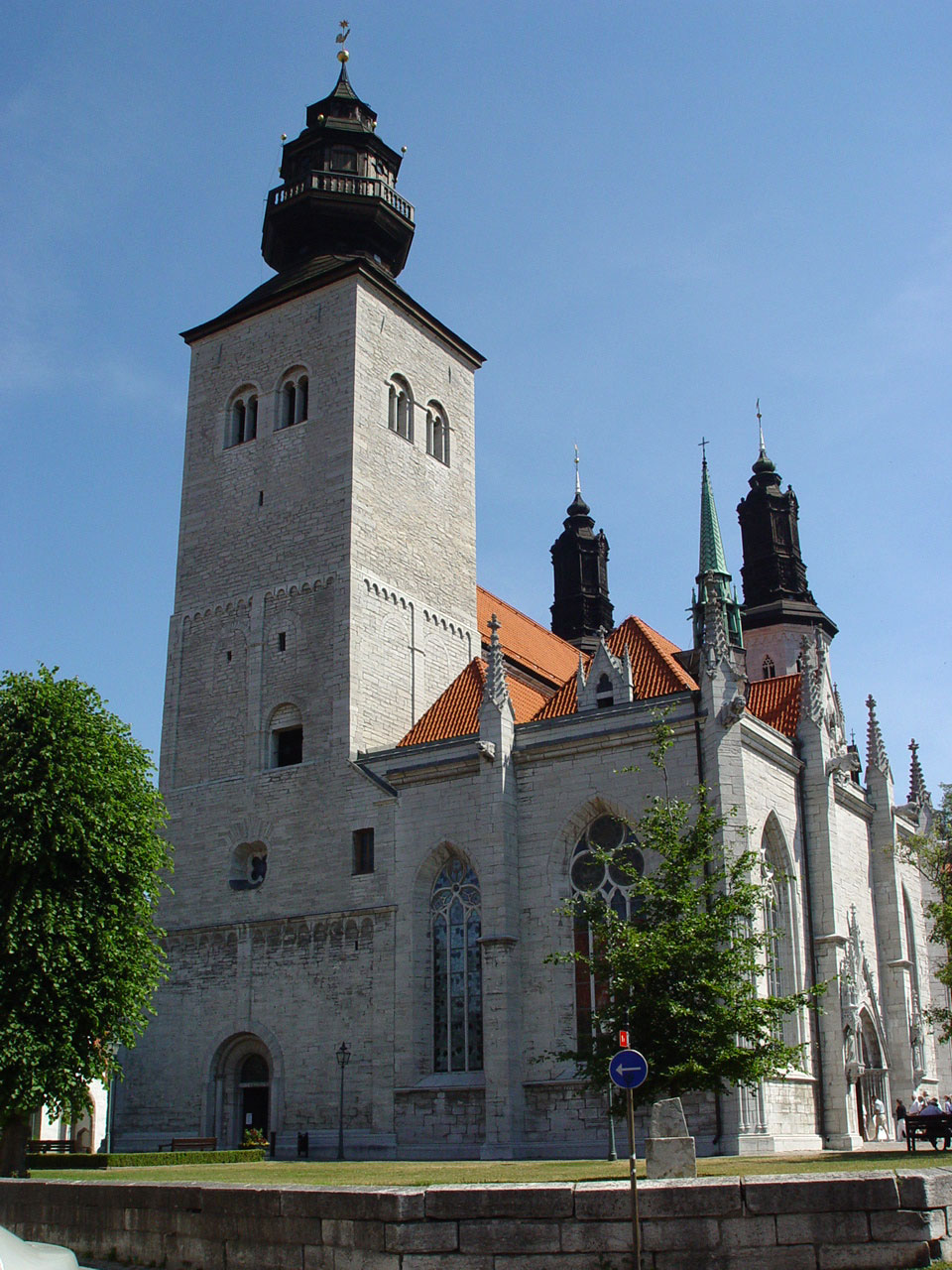
La cathédrale de Visby
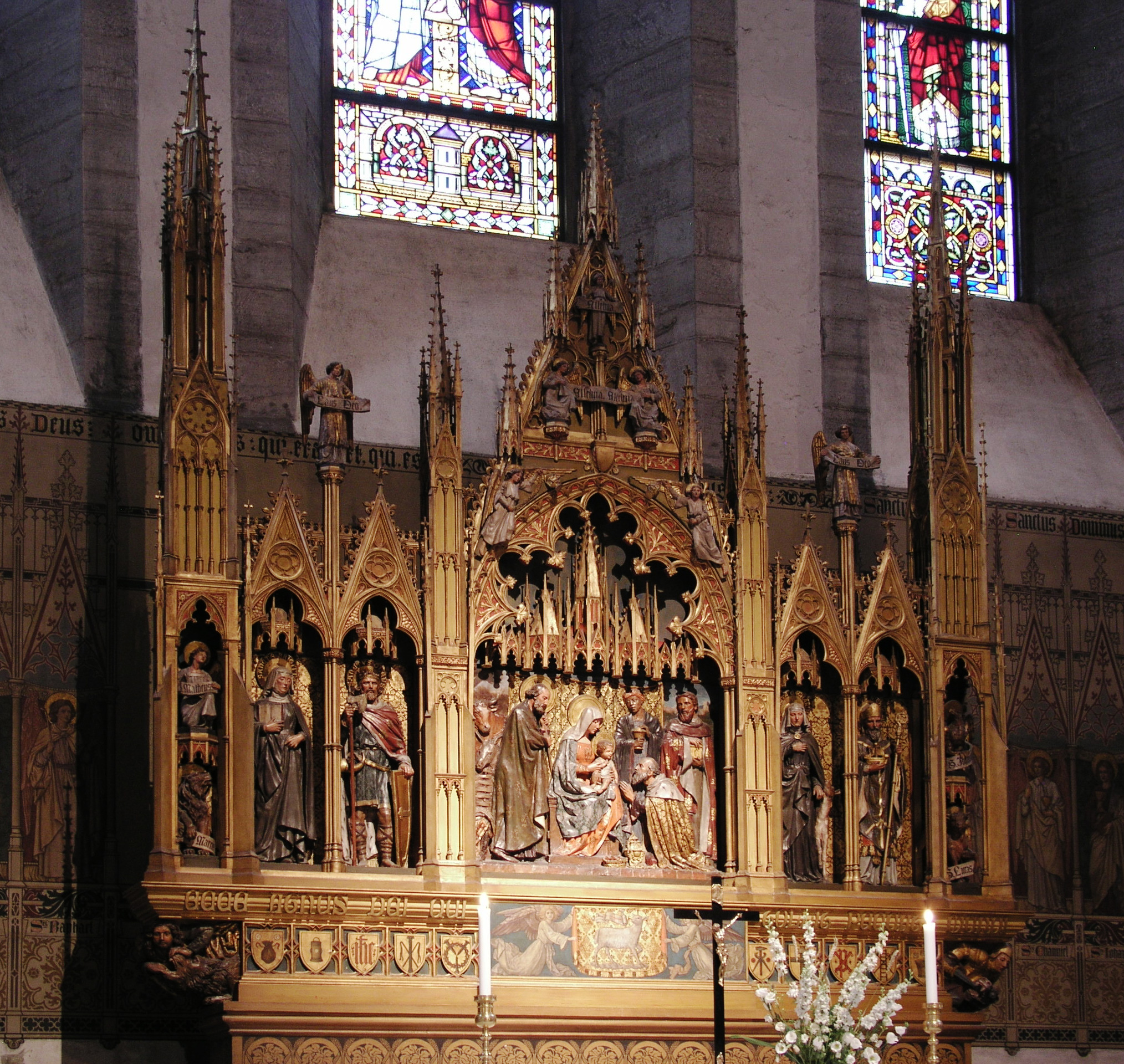
L'autel de l'église

L'église sainte Catherine est l'une des plus belles ruines de la ville. L'église a été fondée en même temps qu'un couvent en 1233 par l'ordre franciscain. Elle acquit des éléments gothiques au cours de rénovations lors du XIVe siècle. L'église saint Nicolai a été construite par les Allemands au début du XIIIe siècle, et subit de nombreuses modifications par la suite.

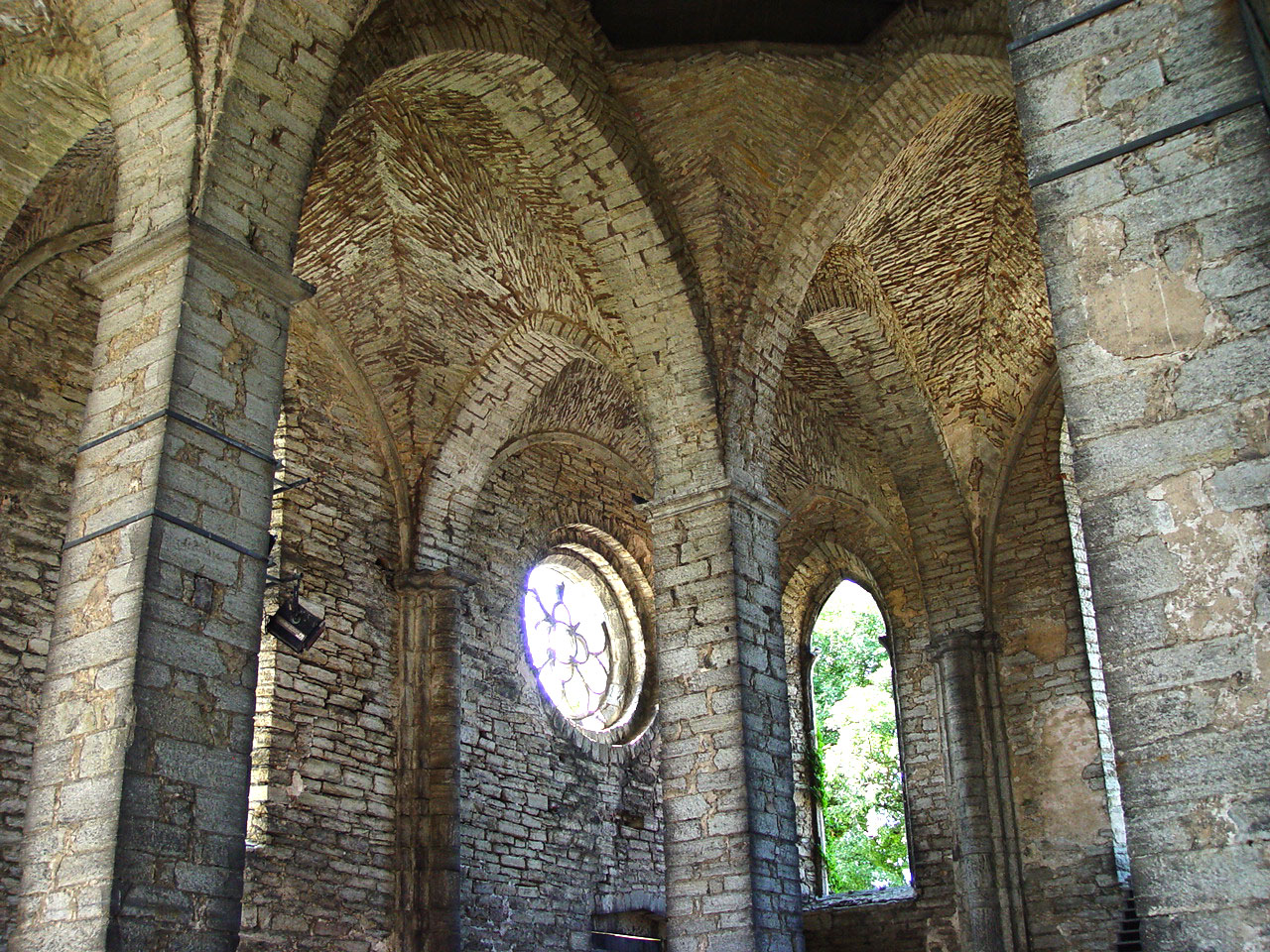
Les ruines de l'église de Saint-Nicolas.
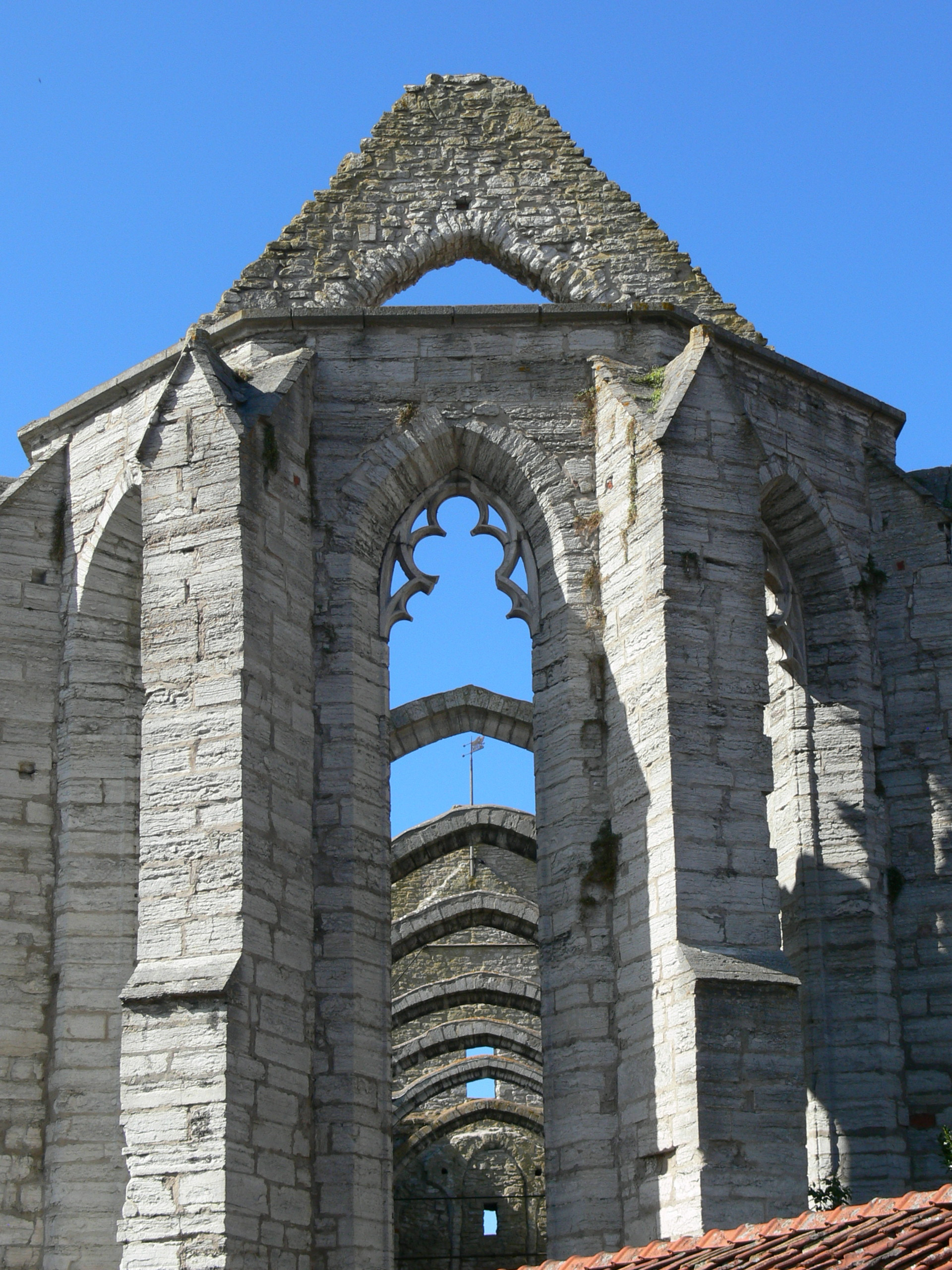
Ruines de l'église Sainte Catherine
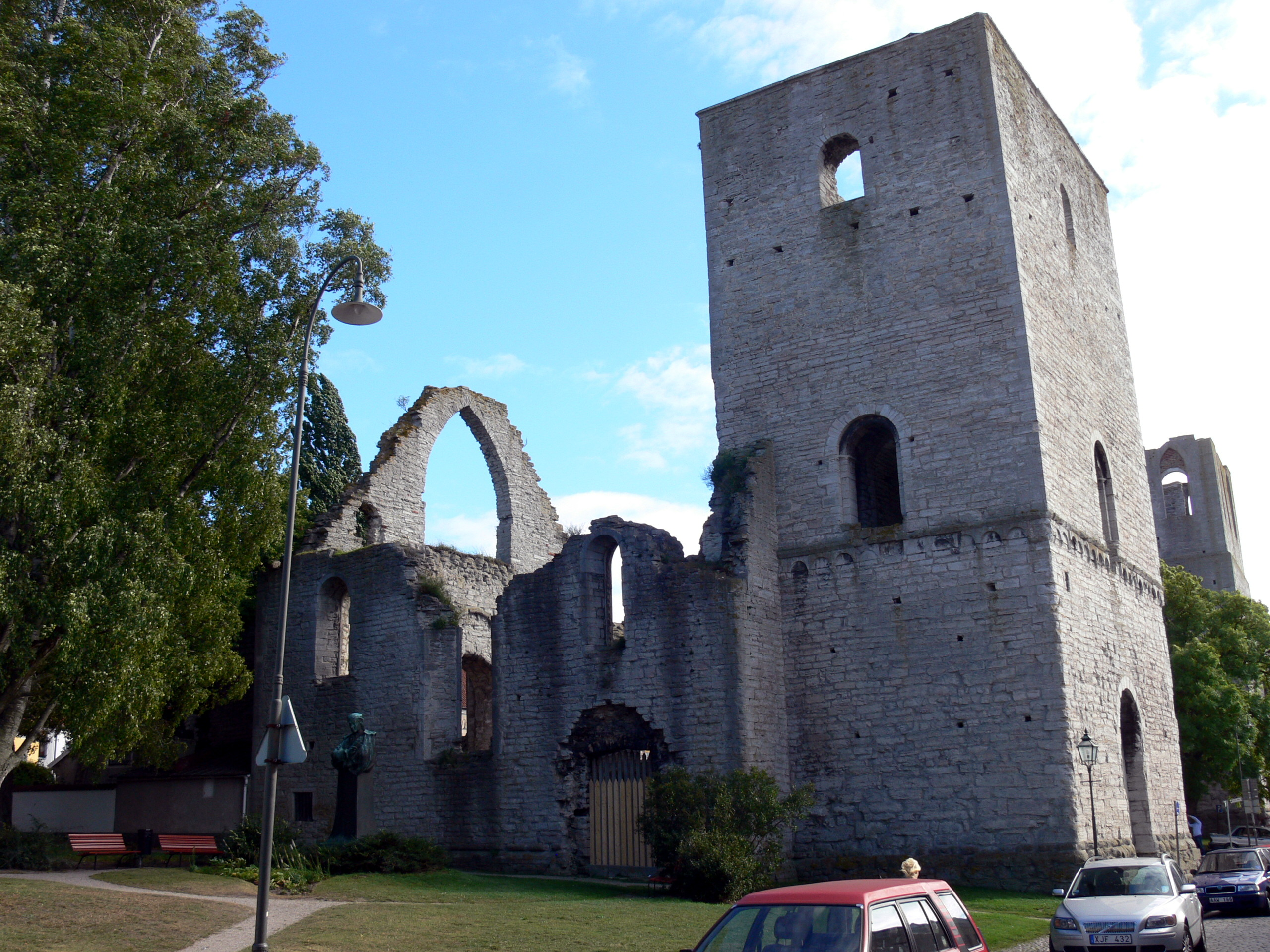
Ruines de l'église Saint Drotten

#### Autres bâtiments notables
Il reste encore plusieurs bâtiments datant du Moyen Âge, principalement sur la rue Strandgatan, qui était la rue principale à l'époque. Parmi ces bâtiments, on peut noter Gamla apoteket (vieille pharmacie) et la maison Liljehornska, construite dans les années 1230. Elles ont souvent une architecture typique avec des pignons à échelons. Certains bâtiments ont aussi une architecture à colombages.

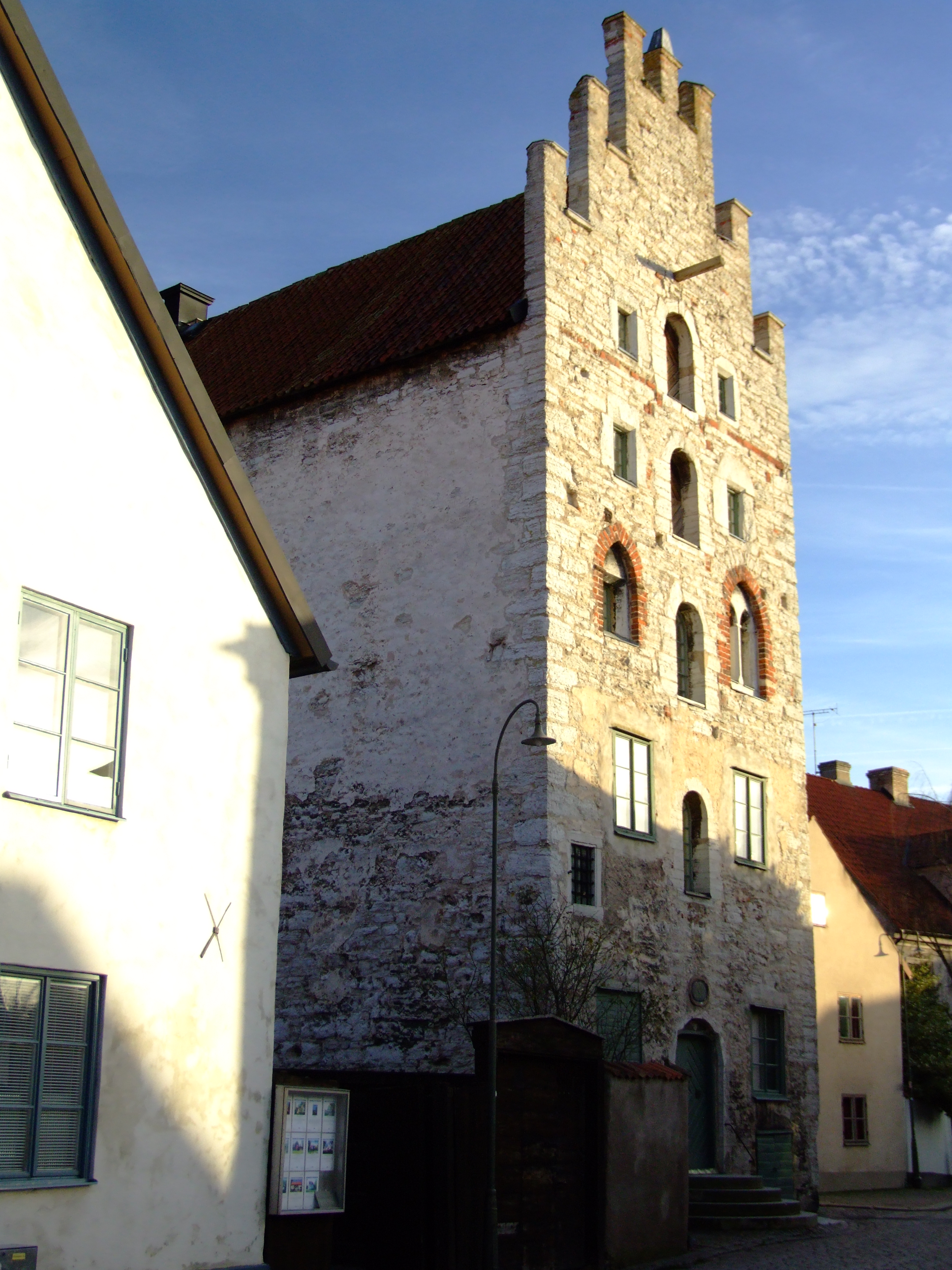
Gamla apoteket
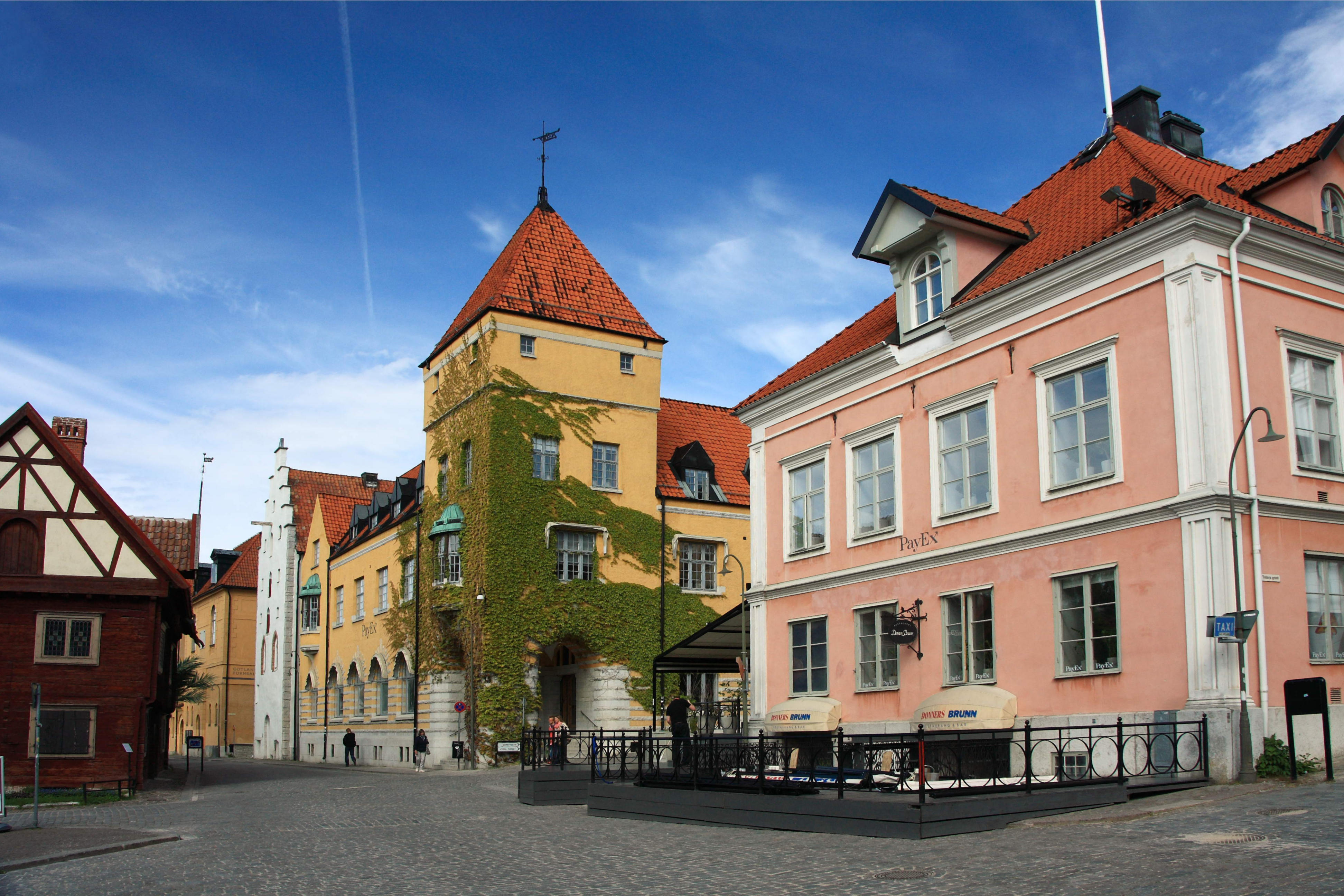
Une rue de la ville
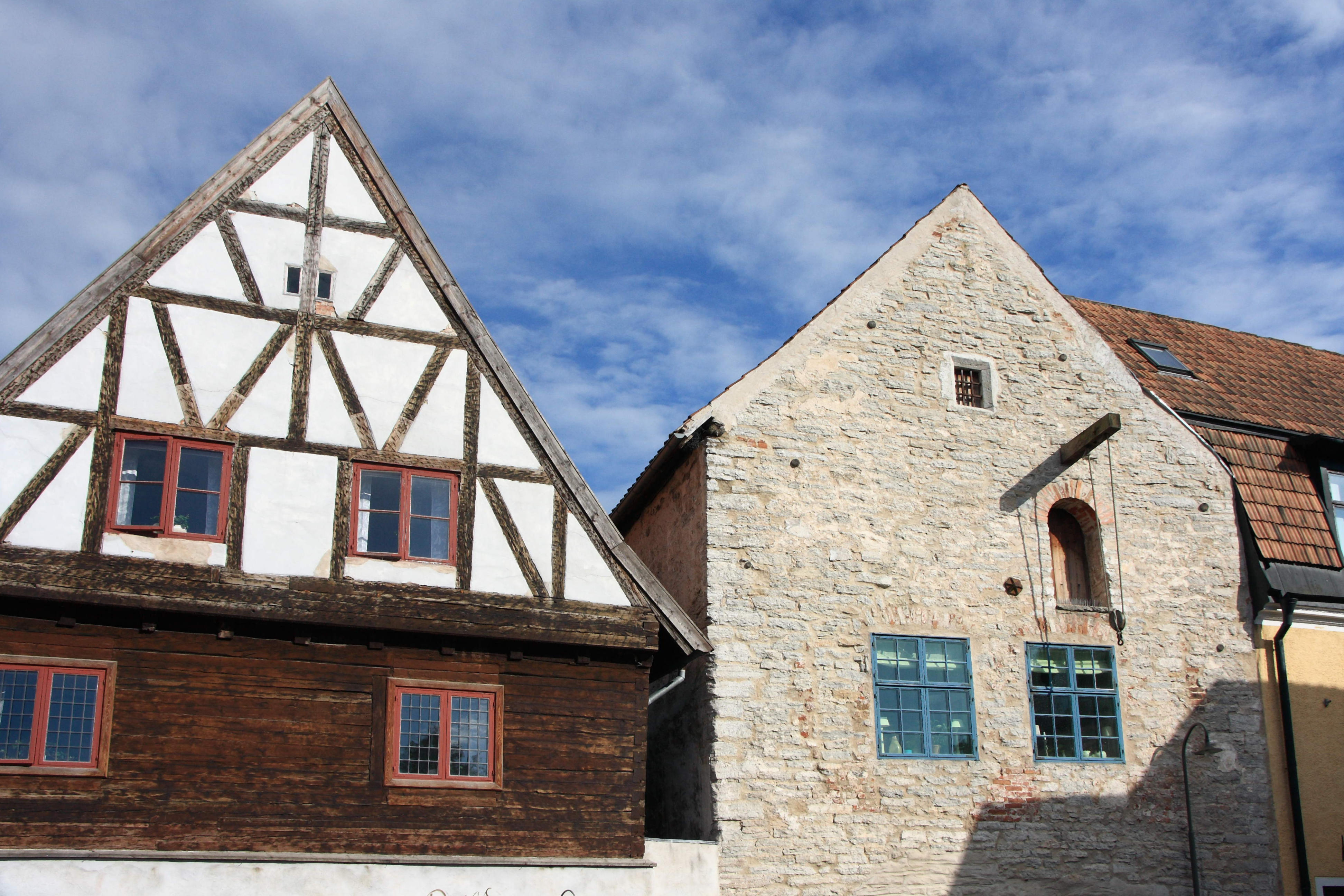
Anciens entrepôts

### Vie culturelle

#### La semaine médiévale

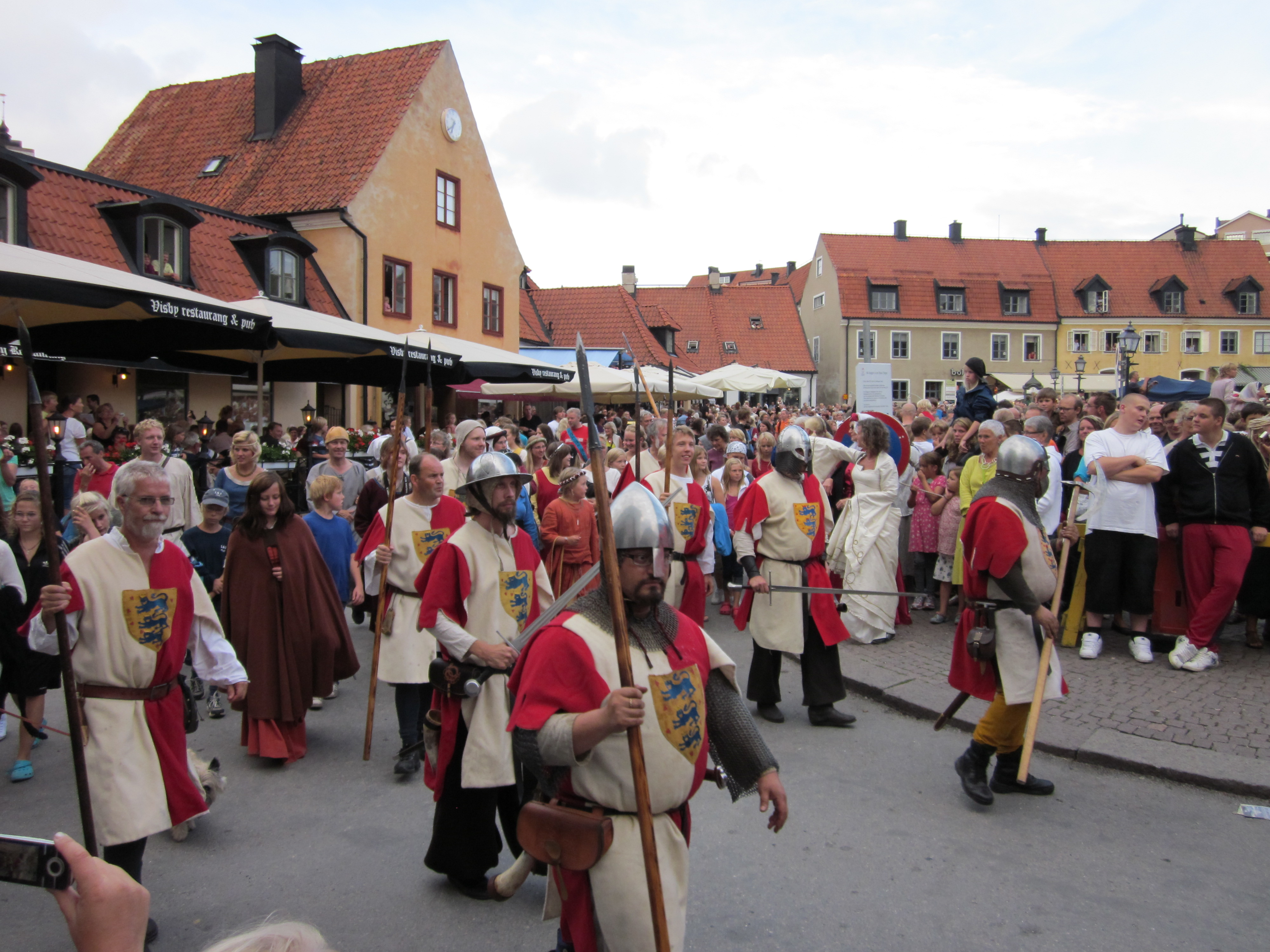
La semaine médiévale en 2010 : les danois entrent dans la ville

La semaine médiévale est un événement annuel, organisé tous les étés depuis 1994 à Visby. Durant ce festival, les gens de la ville se déguisent en costume d'époque et tentent de reconstituer l'atmosphère de la ville au Moyen Âge, avec de la musique traditionnelle, de l'artisanat traditionnel etc... Ce festival est en partie une reconstitution de l'invasion de Gotland par le roi danois Valdemar en 1361 et plusieurs joutes sont organisées.
Environ 40 000 personnes assistent chaque année à cet événement.

#### Musées
Le principal musée de Visby est le musée régional, Länsmuseet på Gotland désormais appelé le Gotland Museum (en), ayant accueilli 114 690 visiteurs en 2008. Le musée est en réalité constitué de plusieurs parties.
Une de ces parties est le musée des antiquités (Fornsalen). Il contient une importante collection d'objets allant de l'âge de pierre à maintenant en passant par l'époque de l'âge des Vikings et le Moyen Âge, dont en particulier une importante collection de pièces. On peut y voir entre autres le trésor de Spillings.
Le musée gère aussi des visites des ruines de la ville, ainsi qu'un musée d'art, contenant des œuvres d'artistes gotlandais, et un musée de vulgarisation scientifique.

### Natifs célèbres de Visby
- Christopher Polhem
- Thomas Lövkvist
- Gunnar Smoliansky
- Alexander Gerndt
- Hampus Hallberg (1988-), acteur suédois